# 2007-es Formula–1 olasz nagydíj
Az olasz nagydíj volt a 2007-es Formula–1 világbajnokság tizenharmadik futama.

## Időmérő edzés
Az első rajtkockát Alonso szerezte meg a McLarennel a Ferrari "hazai" pályáján 1:21,997-es idővel. Mögötte Hamilton, Massa és Heidfeld rajtolt.
| Hely | Versenyző            | Csapat/Motor       | 1. rész  | 2. rész  | 3. rész  |
| ---- | -------------------- | ------------------ | -------- | -------- | -------- |
| 1    | Fernando Alonso      | McLaren-Mercedes   | 1:21.718 | 1:21.356 | 1:21.997 |
| 2    | Lewis Hamilton       | McLaren-Mercedes   | 1:21.956 | 1:21.746 | 1:22.034 |
| 3    | Felipe Massa         | Ferrari            | 1:22.309 | 1:21.993 | 1:22.549 |
| 4    | Nick Heidfeld        | BMW Sauber         | 1:23.107 | 1:22.466 | 1:23.174 |
| 5    | Kimi Räikkönen       | Ferrari            | 1:22.673 | 1:22.369 | 1:23.183 |
| 6    | Robert Kubica        | BMW Sauber         | 1:23.088 | 1:22.400 | 1:23.446 |
| 7    | Heikki Kovalainen    | Renault            | 1:23.505 | 1:23.134 | 1:24.102 |
| 8    | Nico Rosberg         | Williams-Toyota    | 1:23.333 | 1:22.748 | 1:24.382 |
| 9    | Jarno Trulli         | Toyota             | 1:23.724 | 1:23.107 | 1:24.555 |
| 10   | Jenson Button        | Honda              | 1:23.639 | 1:23.021 | 1:25.165 |
| 11   | Mark Webber          | Red Bull-Renault   | 1:23.575 | 1:23.166 |          |
| 12   | Rubens Barrichello   | Honda              | 1:23.474 | 1:23.176 |          |
| 13   | Alexander Wurz       | Williams-Toyota    | 1:23.739 | 1:23.209 |          |
| 14   | Anthony Davidson     | Super Aguri-Honda  | 1:23.646 | 1:23.274 |          |
| 15   | Giancarlo Fisichella | Renault            | 1:23.559 | 1:23.325 |          |
| 16   | Sebastian Vettel     | Toro Rosso-Ferrari | 1:23.578 | 1:23.351 |          |
| 17   | Szató Takuma         | Super Aguri-Honda  | 1:23.749 |          |          |
| 18   | Ralf Schumacher      | Toyota             | 1:23.787 |          |          |
| 19   | Vitantonio Liuzzi    | Toro Rosso-Ferrari | 1:23.886 |          |          |
| 20   | David Coulthard      | Red Bull-Renault   | 1:24.019 |          |          |
| 21   | Adrian Sutil         | Spyker-Ferrari     | 1:24.699 |          |          |
| 22   | Jamamoto Szakon      | Spyker-Ferrari     | 1:25.084 |          |          |

## Futam
Massa a 10. körben autója felfüggesztésének meghibásodása miatt kiállt. Lewis Hamilton második boxkiállása után Räikkönen mögé tért vissza, azonban a 43. körben sikeresen visszaelőzte a finnt. Kubica a 46. körben megelőzte Nico Rosberget, ami az ötödik helyet jelentette a lengyelnek. Massa mellett csak Coulthard esett ki a versenyből baleset miatt, amely miatt azonban bejött a biztonsági autó is. Negyedik lett Heidfeld, ötödik lett Kubica, hatodik lett Rosberg, hetedik lett Kovalainen és nyolcadik lett Jenson Button. Alonso futotta a leggyorsabb kört, ideje 1:22,871 volt.
Az olasz nagydíj után Alonso hátránya 3 pontra csökkent.
| Helyezés | #  | Versenyző            | Csapat/Motor       | Futott körök | Idő/Kiesés oka | Rajthely | Pontszám |
| -------- | -- | -------------------- | ------------------ | ------------ | -------------- | -------- | -------- |
| 1        | 1  | Fernando Alonso      | McLaren-Mercedes   | 53           | 1h18:37.806    | 1        | 10       |
| 2        | 2  | Lewis Hamilton       | McLaren-Mercedes   | 53           | + 6.062        | 2        | 8        |
| 3        | 6  | Kimi Räikkönen       | Ferrari            | 53           | + 27.325       | 5        | 6        |
| 4        | 9  | Nick Heidfeld        | BMW Sauber         | 53           | + 56.562       | 4        | 5        |
| 5        | 10 | Robert Kubica        | BMW Sauber         | 53           | + 1:00.558     | 6        | 4        |
| 6        | 16 | Nico Rosberg         | Williams-Toyota    | 53           | + 1:05.810     | 8        | 3        |
| 7        | 4  | Heikki Kovalainen    | Renault            | 53           | + 1:06.751     | 7        | 2        |
| 8        | 7  | Jenson Button        | Honda              | 53           | + 1:12.168     | 10       | 1        |
| 9        | 15 | Mark Webber          | Red Bull-Renault   | 53           | + 1:15.879     | 11       |          |
| 10       | 8  | Rubens Barrichello   | Honda              | 53           | + 1:16.958     | 12       |          |
| 11       | 12 | Jarno Trulli         | Toyota             | 53           | + 1:17.736     | 9        |          |
| 12       | 3  | Giancarlo Fisichella | Renault            | 52           | +1 Kör         | 15       |          |
| 13       | 17 | Alexander Wurz       | Williams-Toyota    | 52           | +1 Kör         | 13       |          |
| 14       | 23 | Anthony Davidson     | Super Aguri-Honda  | 52           | +1 Kör         | 14       |          |
| 15       | 11 | Ralf Schumacher      | Toyota             | 52           | +1 Kör         | 18       |          |
| 16       | 22 | Szató Takuma         | Super Aguri-Honda  | 52           | +1 Kör         | 17       |          |
| 17       | 18 | Vitantonio Liuzzi    | Toro Rosso-Ferrari | 52           | +1 Kör         | 19       |          |
| 18       | 19 | Sebastian Vettel     | Toro Rosso-Ferrari | 52           | +1 Kör         | 16       |          |
| 19       | 20 | Adrian Sutil         | Spyker-Ferrari     | 52           | +1 Kör         | 21       |          |
| 20       | 21 | Jamamoto Szakon      | Spyker-Ferrari     | 52           | +1 Kör         | 22       |          |
| Kiesett  | 5  | Felipe Massa         | Ferrari            | 10           | Felfüggesztés  | 3        |          |
| Kiesett  | 14 | David Coulthard      | Red Bull-Renault   | 1            | Baleset        | 20       |          |

## A világbajnokság élmezőnyének állása a futam után
| H  | Versenyzők           | Pont | H  | Konstruktőrök     | Pont |
| -- | -------------------- | ---- | -- | ----------------- | ---- |
| 1  | Lewis Hamilton       | 92   | 1  | McLaren-Mercedes  | 166  |
| 2  | Fernando Alonso      | 89   | 2  | Ferrari           | 143  |
| 3  | Kimi Räikkönen       | 74   | 3  | BMW Sauber        | 86   |
| 4  | Felipe Massa         | 69   | 4  | Renault           | 34   |
| 5  | Nick Heidfeld        | 52   | 5  | Williams-Toyota   | 25   |
| 6  | Robert Kubica        | 33   | 6  | Red Bull-Renault  | 16   |
| 7  | Heikki Kovalainen    | 21   | 7  | Toyota            | 12   |
| 8  | Giancarlo Fisichella | 17   | 8  | Super Aguri-Honda | 4    |
| 9  | Alexander Wurz       | 13   | 9  | Honda             | 2    |
| 10 | Nico Rosberg         | 12   | 10 |                   |      |
| 11 | David Coulthard      | 8    | 11 |                   |      |

1. ↑  A magyar nagydíjon szerzett pontokat elvették a McLarentől.

## Statisztikák
Vezető helyen:
- Fernando Alonso: 48 (1-20 / 26-53)
- Kimi Räikkönen: 5 (21-25)

Fernando Alonso 19. győzelme, 17. pole-pozíciója, 11. leggyorsabb köre,  3. mesterhármasa (gy, pp, lk)
- McLaren 155. győzelme.

Fernando Alonso 100. versenye.